# Prudenci Murillo i Domingo
Prudenci Murillo i Domingo (Lleida, 1864 - 1950) fou un escultor lleidatà. Es formà a Lleida, al taller de Ramon Borràs i, posteriorment, a Barcelona, a l'Escola de Belles Arts. Becat per la Diputació, amplià els seus estudis a Roma i també viatjà a París. Establert a Barcelona, destacà especialment pels les seves figures i bustos. Al Museu d'Art Jaume Morera es conserva obra seva.